# Сарарер, Серджан
Серджан Сарарер-Осуна (тур. и нем. Sercan Sararer-Osuna; родился 27 ноября 1989 года в Нюрнберге, ФРГ) — турецкий футболист, полузащитник.

## Клубная карьера
Серджан начал заниматься футболом в клубе «Рётенбах». В 2000 году Сарарер присоединился к молодёжной команде «Гройтер Фюрта».

### «Гройтер Фюрт»
С 2006 по 2008 год Серджан выступал за резервную команду «Гройтера» в Баварской лиге, параллельно принимая участие в играх молодёжной команды. Первый матч за вторую команду провёл 9 декабря 2006 года против «Фронлаха», выйдя на замену в конце матча. По итогам сезона 2007/08 «Гройтер» II вышел в Региональную лигу «Юг».
В 2008 году Серджан подписал свой первый профессиональный контракт и 19 октября дебютировал в составе первой команды, выступавшей во Второй Бундеслиге. 5 декабря 2008 года Сарарер забил свой первый гол, ставший победным в матче с «Майнц 05». В сезоне 2008/09 Сарарер в чемпионате провёл 13 игр и забил 3 мяча. В следующем сезоне Серджан принял участие только в 12 играх, пропустив большую часть матчей из-за травм. Начиная с сезона 2010/11 Сарарер становится игроком основного состава «Гройтер Фюрта».
31 июля 2011 года в матче Кубка Германии против «Аймсбюттеля» Серджан забил четыре мяча. По итогам сезона 2011/12 «Гройтер» добился права выступать в Бундеслиге. Первый матч в высшем футбольном дивизионе Германии Сарарер провёл против мюнхенской «Баварии», а первый мяч забил в игре 27 тура с франкфуртским «Айнтрахтом». За сезон в Бундеслиге Серджан принял участие в 22 матчах.

### «Штутгарт»
1 февраля 2013 года, за 5 месяцев до окончания контракта с «Гройтером» Сарарер заключил соглашение со «Штутгартом» до июля 2017 года. За новый клуб Серджан дебютировал 20 октября 2013 года, выйдя на замену в матче против «Гамбурга».

### «Фортуна» (Дюссельдорф)
Летом 2015 года Сарарер перешёл в дюссельдорфскую «Фортуну», подписав контракт до 2018 года.

## Карьера в сборной
15 мая 2012 года Серджан был вызван в расположение национальной сборной Турции, за которую дебютировал 24 мая в товарищеской встрече со сборной Грузии. 7 сентября 2012 года Сарарер провёл первый матч за сборную в отборочном турнире к чемпионату мира 2014 против сборной Нидерландов.

## Личная жизнь
Серджан родился в Нюрнберге, вырос в Рётенбахе. Отец Серджана — турок, а мать — испанка. Помимо турецкого гражданства у полузащитника также есть испанский паспорт. Большая часть его семьи живёт в Малаге. Серджан женат, есть дочь.